# オタル・キテイシュヴィリ
オタル・キテイシュヴィリ（Otar Kiteishvili グルジア語: ოთარ კიტეიშვილი , 1996年3月26日 - ）は、ジョージア・クヴェモ・カルトリ州ルスタヴィ出身のサッカー選手。オーストリア・ブンデスリーガ・SKシュトゥルム・グラーツ所属。ポジションはMF。

## クラブ経歴
2013年にFCディナモ・トビリシのトップチームに昇格したと同時にメタルルギ・ルスタヴィへのローン移籍となり、5月7日のFCシオニ・ボルニシ戦でプロデビューし、プロ初ゴールも記録。2014-15シーズンにリーグ戦14試合に出場した後にディナモ・トビリシに復帰。復帰後は主力選手に成長し、2015-16シーズンはウマグレシ・リーガ優勝に貢献。2018年シーズンは途中まで自己最高の11ゴールを決めた。
2018年7月31日、SKシュトゥルム・グラーツと4年契約を締結。加入後即先発に定着。2020-21シーズンは加入後最多の7ゴールを決めた。

## 代表経歴
2014年から2年間、ユース世代のジョージア代表でプレー。2017年1月にフル代表初招集。23日のウズベキスタン戦で代表初出場を果たした。

## タイトル
ディナモ・トビリシ
- ウマグレシ・リーガ : 1回 (2015-16)
- サカルトヴェロス・タシ : 2回 (2014-15, 2015-16)
- サカルトヴェロス・スペルタシ : 1回 (2015)

シュトルム・グラーツ
- オーストリア・カップ : 1回 (2022-23)